# Conferentie van Genève

Conferentie van Genève

De Conferentie van Genève was een conferentie die plaatsvond in Genève van 26 april tot 20 juli 1954. Deze conferentie werd gehouden als poging om een oplossing te vinden voor het conflict op het Koreaanse schiereiland. Vertegenwoordigers discussieerden over de mogelijkheid om de vrede te herstellen in Indochina.
De Sovjet-Unie, de Verenigde Staten van Amerika, Frankrijk, het Verenigd Koninkrijk, en China hebben deelgenomen gedurende de hele conferentie. Daarnaast waren er nog andere landen aanwezig die een rol speelden in het Koreaanse conflict, bijvoorbeeld landen die troepen stuurden naar de Koreaanse Oorlog via de Verenigde Naties; ook waren er landen die geassisteerd hadden om de Eerste Indochinese Oorlog te beëindigen.
Het deel van de conferentie dat betrekking had tot het Koreaanse conflict werd beëindigd zonder enige verklaringen of voorstellen. Voor de kwestie van Indochina werd wel een oplossing gevonden, namelijk de akkoorden van Genève. 
De akkoorden van Genève zorgden ervoor dat Vietnam tijdelijk in twee zones verdeeld werd. De noordelijke zone werd bestuurd door de Vietminh en de zuidelijke zone werd bestuurd door de regering van Vietnam, dat voordien werd bestuurd door de vorige heerser Bảo Đại.
Er zouden in juli 1956 algemene verkiezingen worden gehouden om het land te verenigen in één Vietnam.

## Achtergrondinformatie
Op 18 februari 1954 vond de Conferentie van Berlijn plaats. Hier was een akkoord bereikt dat men een oplossing ging zoeken voor het probleem in Korea. Dit probleem zou besproken worden op de Conferentie van Genève.

### Korea
De wapenstilstand die moest ondertekend worden op het einde van de Koreaanse Oorlog vereiste een politieke conferentie die binnen de drie maanden moest plaatsvinden. Hier moest men zich buigen over de onderhandelingsvragen omtrent het terugtrekken van buitenlandse troepen uit Korea. Dit was de zogenaamde vredelievende oplossing.

### Indochina
Nadat het Japanse Rijk verslagen werd in 1945, herstelde Frankrijk de orde in Frans Indochina. Nationalistische en communistische bewegingen zorgden voor de ontketening van de Eerste Indochinese Oorlog. Er ontstond een strijd tussen het Franse Leger en de Vietminh. Waarbij de Vietminh gesteund werd door China en de Sovjet-Unie; en anderzijds Frankrijk en het nationale leger van Vietnam gesteund werden door de Verenigde Staten.

## De Koreaanse kwestie
De Zuid-Koreaanse vertegenwoordiger opteerde voor een Zuid-Koreaanse regering. De Verenigde Naties zou de verkiezingen organiseren in Noord-Korea en de Chinese troepen moesten zich terugtrekken. Er moesten nog VN-troepen aanwezig blijven om alles in goede banen te leiden.
De Noord-Koreaanse vertegenwoordiger opteerde om verkiezingen te laten doorgaan over heel Korea. Alle buitenlandse troepen moesten zich terugtrekken. Een Koreaanse-commissie zou ervoor zorgen dat de verkiezingen correct plaatsvonden
De Chinese delegatie stelde voor dat een groep van neutrale naties de verkiezingen zou leiden zodat er geen sprake kon zijn van corruptie. Het Noorden ging hiermee akkoord. De VS steunde Zuid-Korea en beschuldigde Rusland ervan dat ze Noord-Korea transformeerden in een marionet-staat. 
Uiteindelijk is er door onderlinge conflicten geen verklaring aangenomen.

## De Indochinese kwestie
Hoewel de delegaties eind april al afspraken in Genève, werd er pas op 8 mei gesproken over de Indochinese kwestie. Dit kwam door de overwinning van de Vietminh. Het Verenigd Koninkrijk en Frankrijk verschilden van mening over de oplossing om het conflict te beëindigen.